# Battuage
Battuage è uno pseudo-francesismo, coniato all'interno della comunità gay, per definire i luoghi frequentati (battuti) da persone in cerca di rapporti sessuali occasionali.

## Caratteristiche
Generalmente si tratta di luoghi all'aperto che, anche se solitamente risultano facilmente accessibili, si trovano in zone che sono poco frequentate nelle ore notturne da chi non ne sia direttamente interessato. Tra i luoghi più utilizzati per il battuage, documentati a partire almeno dal XVII secolo, vi sono vespasiani, parchi cittadini, spiagge, cinematografi e parcheggi. Nel 2002 la rivista Maxim ha pubblicato un servizio nel quale sono elencati i luoghi italiani di battuage, stimandone i frequentatori abituali in circa 150.000 persone.

## Storia
La storia dei battuage è poco documentata. Tra le prime testimonianze scritte di luoghi di incontro all'aperto per omosessuali ci sono quelle riportate nel testo di Paolo Valera Milano Sconosciuta del 1879. Alberto Costa nel 1889 descrive nel testo Rettili umani un luogo di battuage a Firenze in questi termini:
Avevo prima cercato di nascondermi dietro le piante che rasentano il muro della ferrovia: ma poi, attraversando il viale, mi ero portato fino a quelle in faccia alla panchina, e lì rannicchiato vedevo tutto. Era un andare, un venire continuo dalla panchina su cui quegli individui sedevano, al di là dei boschetti che stavano ai piedi del muraglione della fortezza. Erano quasi le undici quando quei giovani partirono; io mi recai, come al solito, a trovare gli amici al caffè degli artisti, via Guelfa. Verso la mezzanotte il paziente pederasta, che riconobbi per uno dei frequentatori, entrò rosso come un gambero e tutto dinoccolato.»